# Seznam vládců Guastally

Erb rodiny Gonzagů jako vévodů z Guastally

Toto je seznam vládců Guastelly, města v regionu Emilia-Romagna v Itálii, na pravém břehu řeky Pád. Guastallské hrabství bylo založeno v roce 1406 pro rodinu Torelliů. V roce 1456 bylo hrabství rozděleno a města Montechiarugolo a Casei přešla na Pietra Guida I. Torelliho.
Guastallské hrabství bylo v roce 1621 povýšeno na vévodství, stalo se tak Guastallským vévodstvím.

## Páni z Guastally
- Gilberto da Correggio 1307–1321
- Simone da Correggio 1321–1346, spolu s:
  - Guido da Correggio
  - Azzone da Correggio
  - Giovanni da Correggio
- Milánské vévodství 1346–1403
- Ottone Terzi 1403–1406

## Hrabata z Guastally
- Guido Torelli 1406–1449 (počítáno od roku 1428)
- Cristoforo Torelli 1449–1490[pozn. 2]
- Guido Galeotto Torelli 1460–1479, spolu s:
  - Francesco Maria Torelli
- Pietro Guido II. Torelli 1486–1494
- Achille Torelli 1494–1522
- Ludovica Torelliová 1522–1539
- Ferrante I. Gonzaga 1539–1557
- Cesare I. Gonzaga 1557–1575
- Ferrante II. Gonzaga 1575–1630 (počítáno do roku 1621, poté vévoda)

## Vévodové z Guastally
- Ferrante II. Gonzaga 1575–1630 (hrabě před rokem 1621)
- Cesare II. Gonzaga 1630–1632
- Ferrante III. Gonzaga 1632–1678
- Milánské vévodství 1678–1693
- Vincenzo Gonzaga 1693–1714
  - Francie 1702–1704
- Antonio Ferrante Gonzaga 1714–1729
- Giuseppe Maria Gonzaga 1729–1746
  - Francie 1734–1738
- Svatá říše římská (1746–1748)
- Vévodství Parmy, Piacenzy a Guastally (1748–1806; pod francouzskou okupací od roku 1801)
- Pavlína Bonapartová a Camillo Borghese (březen–květen 1806)
- Italské království (1806–1814)
- Obnovené Vévodství Parmy, Piacenzy a Guastally (1814–1847)
- Modenské vévodství (1847–1861)
- Část Itálie (1861–dosud)